# Венденталер
Венденталер (нем. Wendentaler) — название крупной серебряной монеты Люнебурга номинальной стоимостью в 2 марки 1541 года.
С 1379 года ганзейский город Люнебург входил в состав Вендского монетного союза. Изначально он был основан с целью облегчения торговли путём унификации монетной стопы и свободного хождения денег одних городов на территории других в пределах союза. В XVI столетия города-участники союза столкнулись с рядом трудностей. Широкое распространение талера в Европе привело к тому, что самобытная денежная система Вендского монетного союза, основанная на любекской марке равной 16 шиллингам, не способствовала, а препятствовала торговле. Вес отчеканенной в Люнебурге монеты в 28,73 г приближался к получившему широкое распространение талеру.
Монета содержала изображения гербов шести городов входящих в Вендский союз. На аверс поместили гербы Люнебурга, Гамбурга и Любека, на реверс — Висмара, Ростока и Штральзунда. Круговая надпись на аверсе «MONET(a) CIVITAT(um) WANDAL(icarum)» обозначает «монета Вендского союза», на реверсе «STAT(us) DUA(rum) MARCAR(um) LUBECE(e) N(sium)» — «стоимостью в две любекские марки». В центре треугольника гербов располагается небольшой щит с символом Люнебурга. Также на обеих сторонах присутствует дата «1541». Нумизматические источники особо подчёркивают, что несмотря на помещённую на монету дату, её отчеканили не ранее 1544 года. Об этом свидетельствует знак монетчика Германа Гантера, который поступил на службу в 1544 году. Существует предположение, что «1541» может обозначать год соглашения, дававшего возможность городам союза чеканить монеты номиналом в 2 марки.